# Zoarces elongatus
Zoarces elongatus är en fiskart som beskrevs av Kner, 1868. Zoarces elongatus ingår i släktet Zoarces och familjen tånglakefiskar. Inga underarter finns listade i Catalogue of Life.